# Centro Cultural de Macau
O Centro Cultural de Macau (CCM) é um centro cultural localizado na Freguesia da Sé, na Região Administrativa Especial de Macau, China. Teve sua construção concluída em 1998, mas foi oficialmente inaugurado em 19 de março de 1999 pelo presidente português Jorge Sampaio, quando Macau ainda estava sob administração portuguesa.
O CCM é um local de espetáculos de grande escala, e único local de espetáculos culturais e artísticos a nível internacional. É o principal local de atuação do Festival Internacional de Música de Macau e do Festival de Artes de Macau.
Em dezembro de 1999, ocorreu nas dependências do Centro Cultural a cerimônia de transferência de soberania de Macau, que passou da administração de Portugal para a República Popular da China.

## Características
O Centro Cultural de Macau possui vários espaços para receber espetáculos, conferências, exposições, entre outros projetos organizados pelo próprio CCM ou por locatários. Bem servido por uma rede de transportes marítimos, terrestres e aéreos, o Centro Cultural também se transformou num espaço para reuniões de negócios internacionais.
Com uma área total de 45,000 m², as instalações do Centro Cultural incluem um edifício de 5 andares com uma área de 11,920 m², um complexo com dois auditórios, o Museu de Arte de Macau e o Museu das Ofertas sobre a Transferência de Soberania de Macau.
O complexo dos auditórios é constituído por dois espaços para apresentação de espetáculos: O Grande Auditório, com capacidade para 1.076 espectadores e o Pequeno Auditório para espetáculos de pequena dimensão, e o cinema, com 389 lugares. Ambos os auditórios possuem cabines de interpretação simultânea, e sofisticados sistemas de som e luz.
O complexo também possui uma sala de conferências com capacidade até 200 pessoas, uma sala de ensaio para orquestra, estúdios de música e de dança, sala multiusos, salas VIP, etc. As dependências do CCM são servidas por estacionamento, bilheteiras, balcão de recepção e internet wi-fi.
O Museu de Arte é atualmente o maior espaço em Macau dedicado às artes visuais, com cinco galerias de exposição e uma área aproximada de 4,000 m2, para além de uma sala de conferências e uma livraria multimídia.